# 135. poljska artilerijska brigada (ZDA)
135. poljska artilerijska brigada (izvirno angleško 135th Field Artillery Brigade) je bila poljska artilerijska brigada Kopenske vojske Združenih držav Amerike.